# Chester (Verenigd Koninkrijk)
Chester (Welsh: Caer) is een plaats met de officiële titel van city en de hoofdstad van Cheshire. Chester ligt aan de rivier de Dee ten zuiden van Liverpool, tegen de grens met Wales. De stad heeft ongeveer 80.000 inwoners en valt onder het district City of Chester.
De binnenstad van Chester kan worden beschouwd als een van de best bewaarde vestingsteden van Groot-Brittannië. Sommige delen van de intacte stadsmuur dateren uit de 1e eeuw na Christus.
Al in de middeleeuwen was het een welvarende stad. Hier ontstonden de mysteriespelen, die in de 15e en 16e eeuw en opnieuw vanaf halverwege de 20e eeuw werden en worden opgevoerd door de stadsgilden: de Chester-cyclus.
De prins van Wales is ook graaf van Chester.

## Geboren in Chester
- Adrian Boult (1889-1983), dirigent
- Ronald Pickup (1940-2021), acteur
- Beatrice Tinsley (1941-1981), Nieuw-Zeelands astronome en kosmologe
- Ron Chesterman (1943-2007), contrabassist
- Martin Tyler (1945), voetbalcoach en -commentator
- Ron Futcher (1956), voetballer
- Daniel Craig (1968), acteur
- Danny Murphy (1977), voetballer
- Michael Owen (1979), voetballer
- Tom Heaton (1986), voetballer
- Robert Jones (1987), voetbalscheidsrechter
- Ryan Shawcross (1987), voetballer
- Rhiannon Roberts (1990), Welsh voetbalster
- Lewis Koumas (2005), Welsh voetballer

## Bezienswaardigheden
- Kathedraal van Chester
- stadswallen
- Grosvenor Museum
- de Chester Rows, vakwerkhuizen met gaanderijen

## Galerij

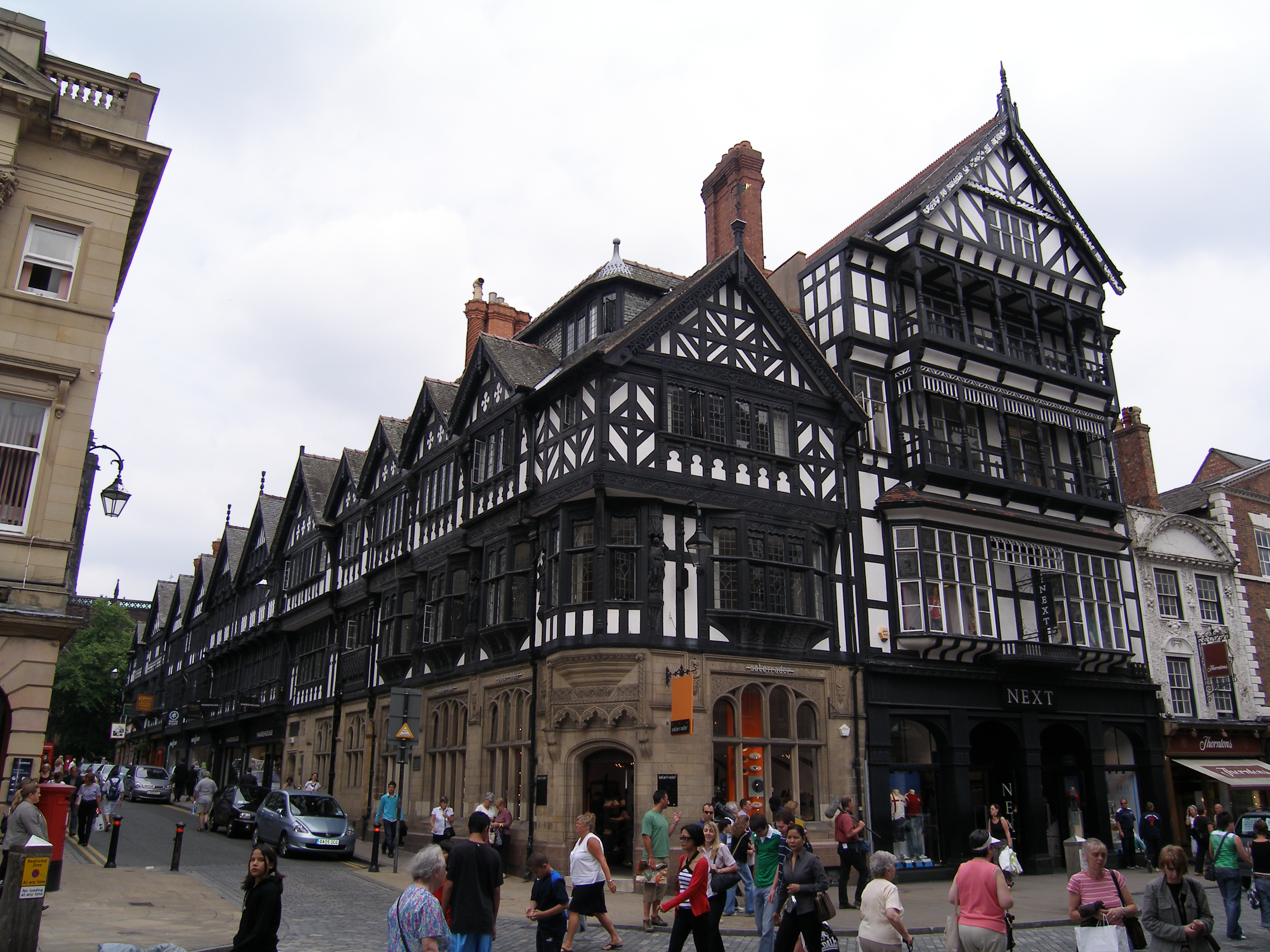
Chester Rows, vakwerkhuizen bij de Cross
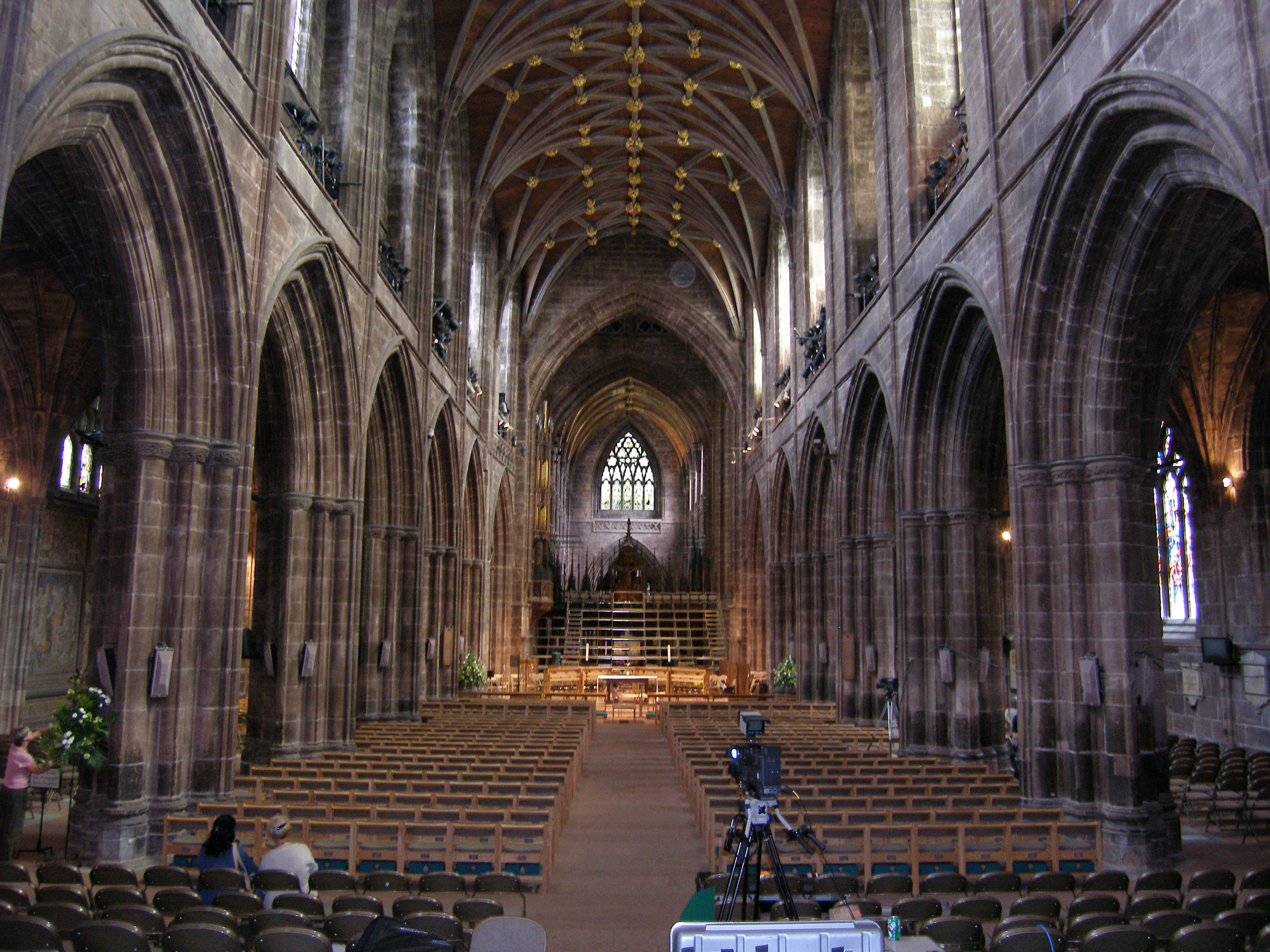
Kathedraal van Chester
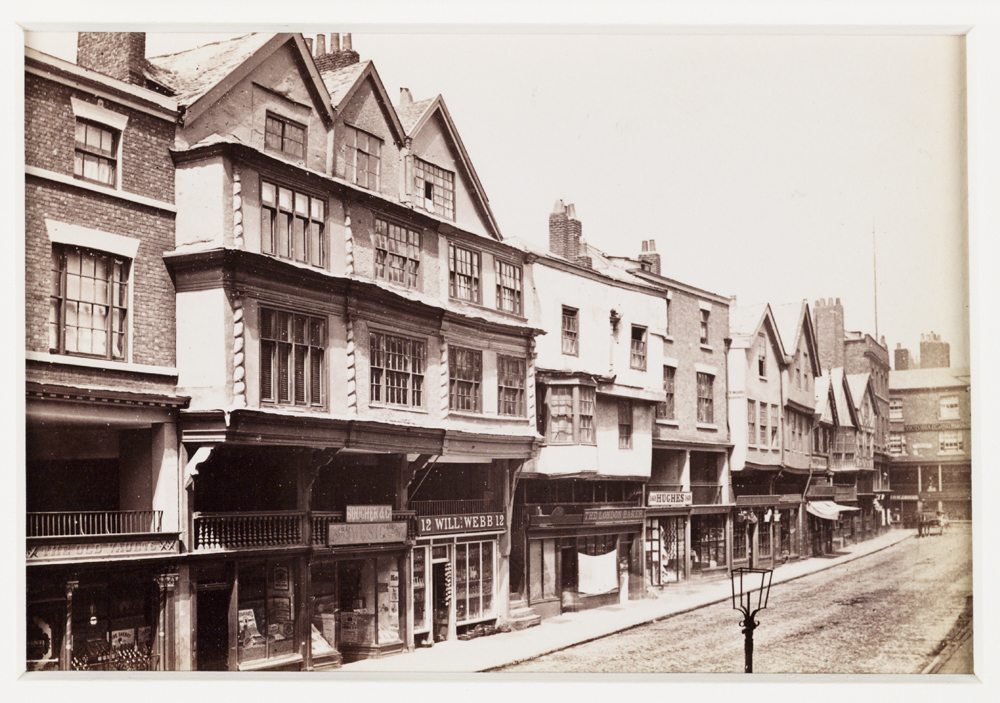
Bridge Street in ca. 1880